# Chrabr le moine
Chrabr le moine (en bulgare Černorizec Hrabǎr) est l'auteur d'un fameux texte de la littérature en vieux slave intitulé O pismenech (Sur les lettres).
Le qualificatif černorizec, signifiant « vêtu de noir », désigne un moine. Hrabăr, apparemment le nom propre de l'auteur, signifie « vaillant », « combatif ». On n'en sait pas plus sur cet auteur, et beaucoup ont pensé que cette désignation était un pseudonyme.
Le texte est un petit traité de polémique anti-grecque pour défendre l'usage des lettres slaves inventées par Cyrille et Méthode. Si l'on demande aux scribes slaves qui a créé leurs lettres, y lit-on, ou qui a traduit l'Écriture, ils le savent tous et répondent : « C'est saint Constantin le philosophe dit Cyrille, c'est lui qui a créé les lettres et traduit l'Écriture, et Méthode son frère », et le texte ajoute : « car ceux qui les ont vus sont encore vivants ». On peut donc en déduire que le texte a été écrit assez peu de temps après la mort de Cyrille (869) et de Méthode (885), mais alors que ceux qui les avaient personnellement connus étaient des personnes âgées. Il doit dater du règne de Siméon Ier de Bulgarie (893-927), et plus précisément des années 910/920, quand la politique de Siméon prend un tour résolument anti-byzantin et qu'il s'attribue le titre d'empereur (vers 915).
Sur l'origine de l'alphabet slave, voici ce que dit le texte : « Étant encore païens, les Slaves ne possédaient pas leurs propres lettres, mais lisaient et communiquaient au moyen d'encoches et de marques. Après leur baptême, ils furent forcés d'utiliser des lettres romaines et grecques pour transcrire leurs mots slaves, mais elles ne convenaient pas. [...] Enfin Dieu, dans son amour de l'humanité, leur envoya saint Constantin le Philosophe, dit Cyrille, un homme instruit et honnête, qui inventa pour eux trente-huit lettres, certaines (vingt-quatre d'entre elles) similaires aux lettres grecques, mais certaines (quatorze) différentes, pour mieux transcrire des sons slaves ». Le texte donne d'ailleurs précisément l'année de cette invention : l'an 6363 depuis la création du monde (ce qui correspond à l'an 855 dans l'ère byzantine et à l'an 863 dans l'ère alexandrine).
Ensuite, Chrabr polémique avec virulence contre ceux qui prétendaient que les textes sacrés ne pouvaient être transcrits que dans trois langues et trois alphabets (l'hébreu, le grec et le latin). L'alphabet grec, inventé progressivement, sur une longue durée, par des païens, n'était sûrement pas plus parfait qu'un alphabet conçu en une seule fois par un saint homme. Ce ton polémique a pu faire penser que le curieux nom d'auteur (le « moine belliqueux ») a en fait été donné postérieurement par un lecteur pondéré à un texte à l'origine anonyme.   
Le traité de Chrabr, qui a connu un grand succès dans la littérature slavonne, est conservé dans des manuscrits nombreux (environ quatre-vingts), divisés en trois grandes familles, mais tous tardifs (le plus ancien de 1348). La version d'origine donnait un alphabet slave, qui était l'alphabet glagolitique, invention de Cyrille et Méthode ; en fait, le texte lui-même devait être en grec, destiné à des lecteurs grecs curieux des choses slaves. C'est historiquement le deuxième abécédaire slave connu, après la Prière alphabétique de Constantin de Preslav, composée vers 894, et qui présente trente-six lettres (alors que le texte de Chrabr parle de trente-huit lettres). Dans certains manuscrits, l'alphabet glagolitique est remplacé par l'alphabet cyrillique (les deux étant interchangeables). Dans certains autres, l'abécédaire est complètement supprimé.

## Édition
- André Vaillant (éd.), Textes vieux slaves, Paris, Institut d'études slaves, 1968 (texte original : t. I, p. 57-61 ; traduction française : t. II, p. 47-51).